# کتابخوان الکترونیک

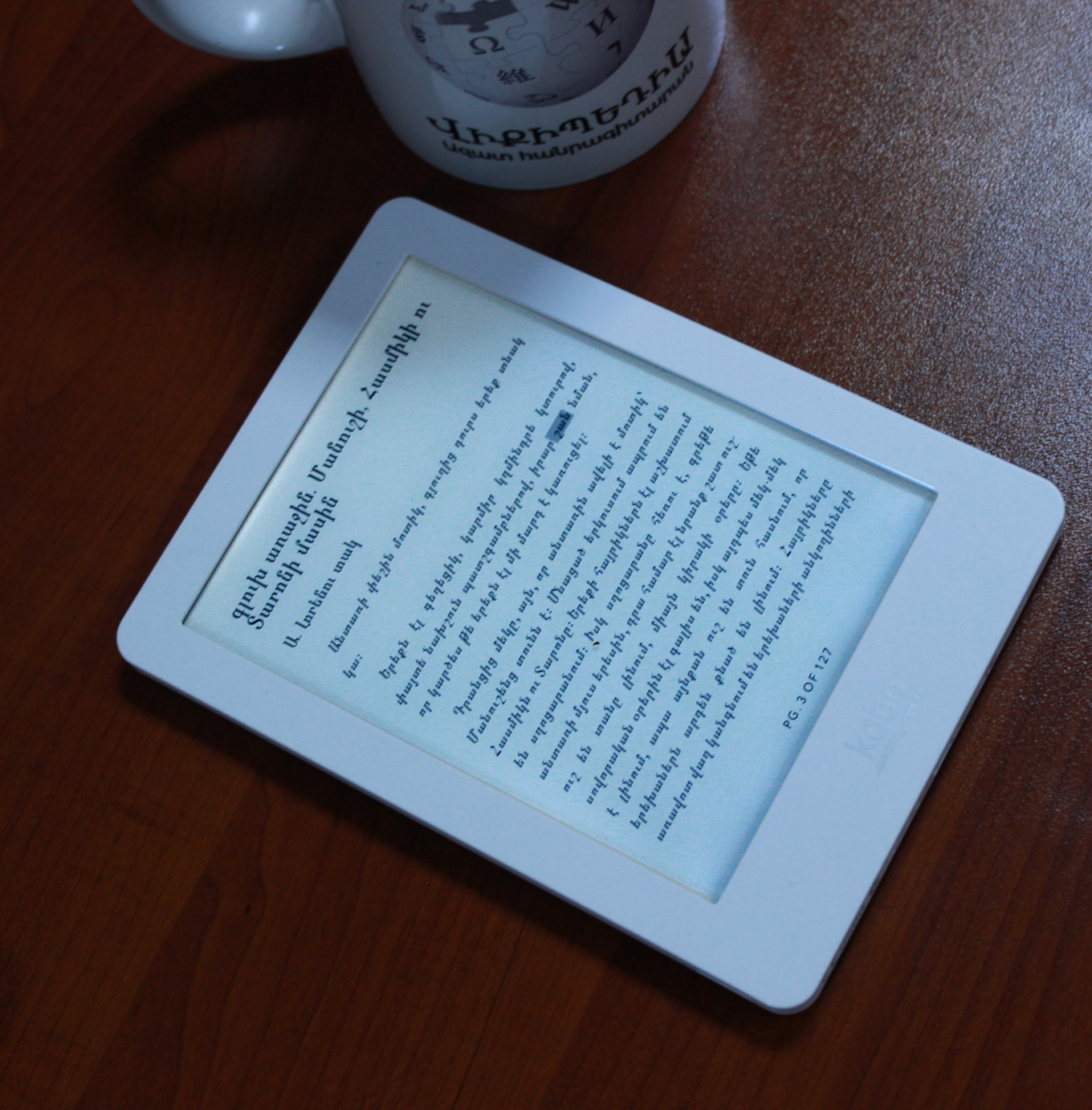
یک کتابخوان الکترونیکی

رایاکخوان یا رایاکتابخوان یا کتابخوانِ الکترونیک (به انگلیسی: e-reader) نوعی وسیلهٔ الکترونیک قابل جابجایی است که در اساس برای خواندن کتاب‌ها و نشریه‌های الکترونیک طراحی شده‌است. هر وسیله‌ای که قادر به نشان دادن متن بر روی صفحه خود باشد می‌تواند به عنوان کتابخوان الکترونیک استفاده شود، ولی این وسایل مزایای فناوری کاغذ الکترونیک را ندارند. کاغذ الکترونیک امکان شارژ درازمدت و مهمتر از آن مطالعۀ زیاد با استفاده از کتابخوان بدون آسیب به چشم را فراهم می‌کند.
طراحی رایاکتابخوان جوری است که باعث می‌شود قابلیت‌های جابجایی (قابل حمل بودن)، خواندن (به ویژه زیر نور خورشید)، و طول عمر باتری بهینه شود. یک کتابخوان الکترونیکی بدون اینکه فضای زیادی را اشغال کند قادر است محتوای دیجیتالی‌ای را نگهداری کند که معادل صدها کتاب چاپی می‌شد.

## مرور کلی

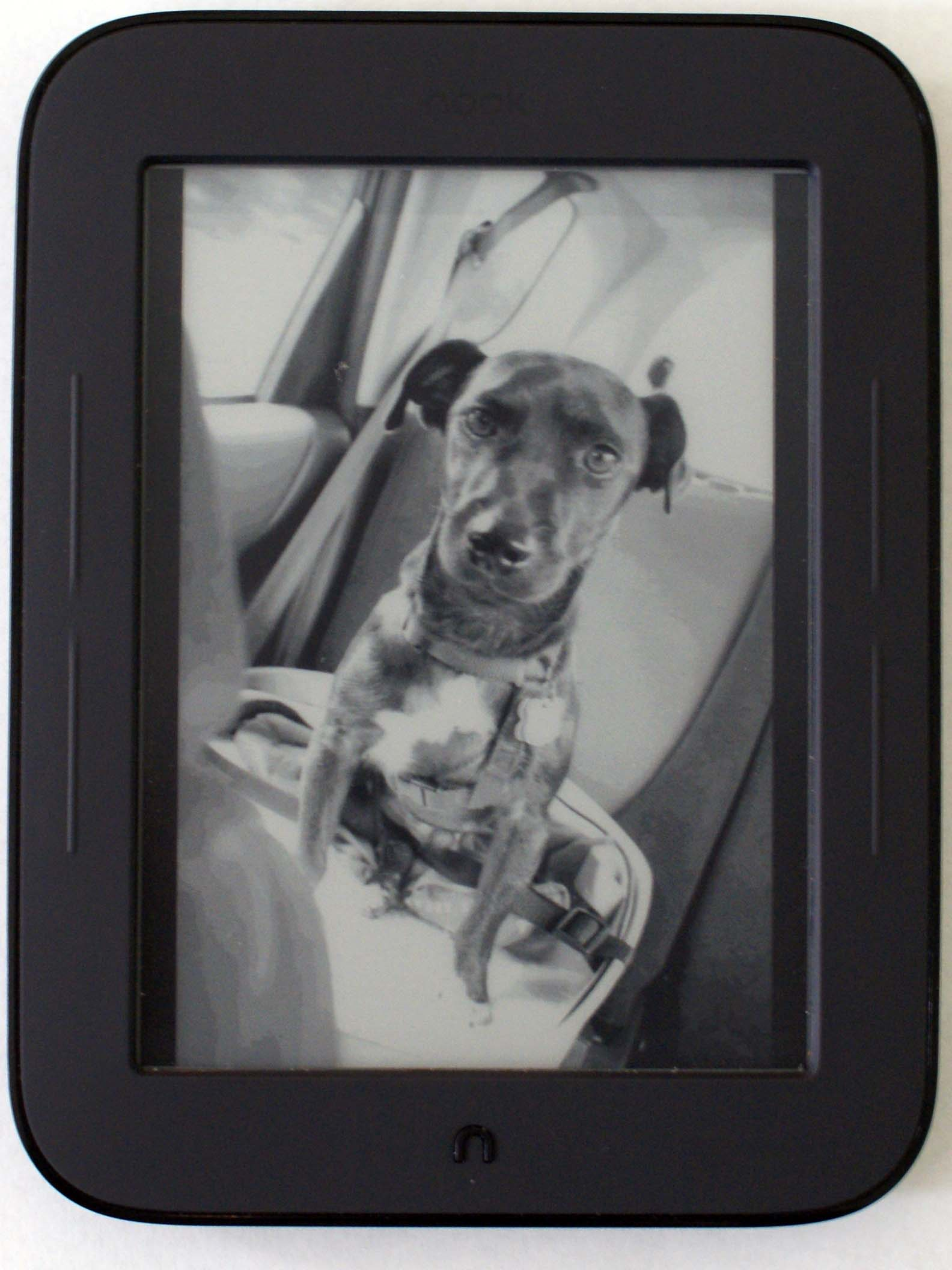
رایاکتابخوان

یک کتابخوان الکترونیکی از نظر ظاهری شبیه تبلت است. یک تبلت سرعت پلک زدن بالایی دارد که آن را برای تعامل مناسب می‌سازد. همچنین تبلت‌ها بسیار متنوع هستند و انواع مختلفی از محتوا را می‌توانند مصرف کرده و همچنین ایجاد کنند.
مهمترین مزیت کتابخوان‌های الکترونیکی خوانا بودن صفحه نمایش‌شان است. وضوح نمایشگر این دستگاه‌ها بالاست. این ویژگی از خستگی چشم‌ها جلوگیری می‌کند. همچنین صفحه‌نمایش کتاب‌خوان‌های الکترونیک برای نشان دادن اطلاعات، از فناوری خاصی به نام جوهر الکترونیک (E-Ink) بهره می‌گیرد. این فناوری، تصویری مشابه کاغذ ایجاد می‌کند که فاقد نور و هر نوع تشعشع مضر است؛ بنابراین مطالعه این کتابخوان‌ها کاملاً شبیه خواندن کتاب‌های کاغذی و بی‌ضرر است.
جوهر الکترونیکی نوع خاصی از کاغذ الکترونیکی است که اولین بار در سال ۱۹۹۷ توسط اتحادیه ای اینک در آزمایشگاه ام آی تی پایه‌گذاری شد. جوزف یاکوبسون و بارت کومیسکی در سال ۱۹۹۶ این اختراع را به نام خود ثبت کردند. در سال ۲۰۱۳ در نمایشگاه سی ئی اس اعلام شد نسل چهارم از وسایلی که با جوهر الکترونیکی کار می‌کنند تولید شده‌اند که رزلوشن‌شان ۷۶۸ در ۱۰۲۴ است، صفحه نمایش ۶ اینچی دارند و تراکم پیکسل‌شان ۲۱۲ است. اسم آن کارتا است و در کیندل‌های آمازون استفاده می‌شود.
اولین کتابخوان مدل راکت‌بوک بود، پس از آنکه پیشنهاد مارتین ابرهارد و مارک ترپنینگ به آمازون برای تولید و فروش کتابخوان رد شد شرکت دیگری این پشنهاد را پذیرفت و بیست هزار نسخه از مدل کتابخوان راکت بوکرا تا سال ۱۹۹۹ به فروش رساند.
در ایران که شاهد استفاده روزافزون موبایل‌ها و فضاهای مجازی می‌باشیم کتابخوان می‌تواند جایگزین بسیار مناسبی برای این جدایی از این اعتیاد بود چرا که می‌توانید بسیاری از کتاب‌های مورد علاقۀ خود را در جاهای مختلف برده و مطالعه نمایید.

## پیشتازان
در سال ۱۹۳۰ در یک بیانیه با عنوان «خوانندگان» که توسط باب برون صادر شده بود، یک ایدۀ مشابه کتابخوان توصیف شده بود. این ایده یک دستگاه ساده را توصیف می‌کرد که بتواند حمل شود، به دوشاخه برق وصل شود، و در عرض ۱۰ دقیقه رمان‌های صدهزارکلمه‌ای را بخواند. دستگاه فرض او از یک نوار کوچک ویدئویی استفاده می‌کرد که با استفاده از یک ذره‌بین امکان بزرگنمایی نوشته‌ها فراهم می‌شد و خواننده می‌توانست اندازه‌ها را میزان کند.

## کتابخوان‌های پرهوادار
- آمازون: کیندل، کیندل تاچ، کیندل پپروایت
- بارنز اند نوبل: نوک، نوک سیمپل تاچ، نوک سیمپل تاچ گلولایت
- بوکین
- اکتاکو
- کوبو
- اونیکس
- پاکت بوک
- سونی ریدر
- فیدیبوک (اولین کتابخوان ایرانی که از زبان فارسی کاملا پشتیبانی می‌کند.)

## کتابخوان‌های اندرویدی
با رشد روزافزون نرم‌افزارهای اندرویدی شرکت‌های بسیاری به سمت طراحی ابزارهای مبتنی بر سیستم عامل اندروید رفته‌اند. کتابخوان‌ها نیز از این قضیه مستثنی نبوده‌اند. در زمینه استفاده از اندروید بر روی کتابخوان شرکت اونیکس پیشرو بوده‌است و با معرفی کتابخوان‌های اندرویدی خود سهم بزرگی از بازار را به خود اختصاص داده‌است. کتابخوان‌های اونیکس اجازه نصب اپلیکشن‌های مختلف اندرویدی نظیر فیدیبو و طاقچه را به شما می‌دهند. علاوه بر این، می‌توان انواع مختلف فرمتهای کتاب دیجیتال را به راحتی با این کتابخوان مطالعه کرد.

## وضعیت کتابخوان‌های الکترونیک در بازار ایران
با وجود روند رو به رشد رقابت بین شرکت‌های سازنده کتابخوان الکترونیک در بازار جهانی، این محصول در ایران بسیار مهجور و ناشناخته است. کاربران بسیاری در سراسر ایران حتی شاید نام ای‌بوک ریدر را هم نشنیده باشند. امروزه کتاب خوان‌ها از زبان فارسی هم پشتیبانی می‌کنند.
در حال حاضر کتابخوان‌های الکترونیک شرکت‌های سونی، کیندل، نوک، Concord, Onyx و iRiver را می‌توان در بازار ایران پیدا کرد. البته مدل‌های متفرقه این محصول هم در بازار به چشم می‌خورند که گارانتی یا واردکننده اصلی ندارند!
در روز ۸ اردیبهشت ۹۷ شرکت‌های دیجی‌کالا و فیدیبو از اولین کتابخوان الکترونیکی با نام "فیدیبوک" رونمایی کردند. این کتابخوان مشابه کتابخوان کیندل آمازون است و قیمت اولیه آن ۵۴۹ هزار تومان است.
در سال ۱۳۹۸ شرکت کمکس وان به عنوان نمایدنگی رسمی کتابخوان های برند اونکس بوکس وارد این عرصه شد و به عنوان وارد کننده انحصاری و رسمی کتابخوان شروع به فعالیت کرد.
حدود قیمت برندهای مختلف کتابخوان‌های الکترونیک در ایران بین ۳۰۰ هزار تا ۴ میلیون و ۹۰۰ هزار تومان است. ولی مناسب‌ترین مدل‌ها قیمتی بین ۷۰۰ هزار تا ۱ میلیون تومان دارند.